# ペルセフォネ (バンド)
ペルセフォネ（Persefone）は、アンドラのプログレッシブデスメタル・バンド。シンフォニックメタルやメロディックデスメタルの要素も備えている。

## 略歴
2001年10月に結成。メンバーはカルロス・ロザーノ（G、Vo）、ヨルディ・ゴルゲス （G）、トニ・メストレ（B）、ザヴィ・ペレス（Dr）だった。数ヵ月後にミゲル・エスピノーサ（Key）が加入。2004年12月にファースト・アルバム『トゥルース・インサイド・ザ・シェイズ』をリリース。日本ではサウンドホリックが発売。ザヴィ・ペレス（Dr）が脱退。プロデューサーだったアレックス・ドルカ（Dr）、マーク・マーティンス（Vo）がそれぞれ加入。2006年8月にセカンド・アルバム『コア』をリリース。23分前後の楽曲3曲で構成されるコンセプト・アルバムである。アレックス・ドルカ（Dr）が脱退し、マーク・マス（Dr）が加入。
2009年7月、サード・アルバム『真剣』をリリース。稲垣浩の1954年の映画『宮本武蔵』を基に侍の死生観を描いたコンセプト・アルバムである。アルバム中には、寺島忠三郎の俳句を用いた曲があり、日本の島唄歌手の朝崎郁恵がゲスト・ボーカルとして参加した。サウンドホリックが同アルバムを発売して数か月後に解散したので日本盤の流通は少ない。2013年3月にスウェーデンのViciSolum Productionsからアルバム『Spiritual Migration』をリリース。
2014年8月にマーク・マス（Dr）が脱退。2015年にセルジ・ベルデゲー （Dr）が加入。2016年1月にヨルディ・ゴルゲス（G）が脱退しフィリペ・バルダイア（G）が加入。アルバム制作に向けたクラウドファンディングによって22,733ユーロを調達。2017年2月24日にViciSolum Productionsからアルバム『Aathma』をリリース。Aathmaはサンスクリット語でSoulを意味する。シニックのポール・マスヴィダルがアルバム作成に協力した。
2020年に、ファースト・アルバム『Truth Inside the Shades』のリレコーディング・アルバムをリリース。その後、オーストリアのナパーム・レコードに移籍し、2022年にアルバム『メタノイア』をリリース。
2023年10月、約20年の間ボーカルを務めたマーク・マーティンスが脱退し、後任にダニエル・R・フリス (Vo)が加入した。

## メンバー

### 現在のメンバー
- ダニエル・R・フリス (Daniel R. Flys) - ボーカル (2023年 - )
- カルロス・ロザーノ・クインタニラ (Carlos Lozano Quintanilla) - リードギター （2001年 - ）
マーク・マーティンスが加入するまではボーカル兼任だった。
- フィリペ・バルダイア (Filipe Baldaia) - ギター （2016年 - ）
- トニ・メストレ・コイ (Toni Mestre Coy) - ベース （2001年 - ）
- ミゲル・エスピノーサ・オルティス (Miguel Espinosa Ortiz) - キーボード、オーケストレーション、クリーン・ボーカル （2002年 - ）
- セルジ・ベルデゲー (Sergi "Bobby" Verdeguer) - ドラムス （2015年 - ）

### 旧メンバー
- マーク・マーティンス・ピア (Marc Martins Pia) - ボーカル （2004年 - 2023年）
- ヨルディ・ゴルゲス・マテウ (Jordi Gorgues Mateu) - リードギター （2001年 - 2016年）
- ザヴィ・ペレス (Xavi Perez) - ドラムス （2001年 - 2004年）
- アレックス・ドルカ (Aleix Dorca) - ドラムス （2004年 - 2006年）
- マーク・マス・マルティ (Marc Mas Marti) - ドラムス （2006年 - 2014年）

## ディスコグラフィ

### スタジオ・アルバム
- 『トゥルース・インサイド・ザ・シェイズ』 - Truth Inside the Shades (2004年) ※2020年に再レコーディング・バージョンを発売
- 『コア』 - Core (2006年)
- 『真剣』 - Shin-Ken (2009年)
- Spiritual Migration (2013年)
- Aathma (2017年)
- 『メタノイア』 - Metanoia (2022年)

### EP
- In Lak'Ech (2018年)
- 『リングア・イグノータ パート1』 - Lingua Ignota: Part I (2024年)